# リン酸トリエチル
リン酸トリエチル(Triethyl phosphate)は、(C2H5)3PO4の化学式を持つ有機化合物である。無色の液体である。リン酸とエタノールのエステルである。消防法に定める第4類危険物 第3石油類に該当する。
主な用途は、無水酢酸の工業合成における触媒、樹脂ポリマーの重合調整剤、非飽和ポリエステル等の可塑剤等である。小規模では、アセチルセルロース等の溶媒、難燃剤、殺虫剤その他の化合物の合成中間体、過酸化物の安定剤、ビニルポリマーや非飽和ポリエステル等のゴムやプラスチックの強化剤等である。
リン酸トリエチルは、農薬の合成の中間体としても用いられる。

## 歴史
19世紀初めにハインリヒ・グスタフ・マグヌス研究室のスイス人化学者フランツ・アントン・ボエヘリが初めて合成した。その後、フランスの化学者ジャン・ルイ・ラセーニュによって研究された。